# Adam F
Adam F, vlastním jménem Adam Fenton (* 8. února 1972, Liverpool), je anglický jungle a drum and bassový diskžokej a filmový herec. Je synem zpěváka a herce Alvina Stardusta.
Jeho první album Metropolis / Mother Earth, které bylo vydáno v roce 1997, bylo techstepovým pokusem a byl vydán vydavatelstvím Metalheadz. Jeho pozdějšími úspěšnými skladbami byly „F-Jam“ a „Circles“ (později se dostala do Top 20 v žebříčku UK Singles Chart). V roce 1998 získal cenu MOBO za své album Colours. V roce 2001 měl úspěch v hiphopové oblasti, zejména se svým albem KAOS – The Anti-Acoustic Warfare, na kterém pracoval spolu s umělci jako LL Cool J, Redman a De La Soul. V roce 2002 vytvořil hudbu pro film Ali G Indahouse v hlavní roli se Sachou Baronem Cohenem.
Je zakladatelem a spolumajitelem britského nezávislého hudebního vydavatelství Breakbeat Kaos, které vydalo platinové album Hold Your Colour australské drum and bassové skupiny Pendulum. Adam F je také spolumajitelem drum and bassové webstránky Dogs on Acid.
Počátkem roku 2007 získal roli v britském kriminálním thrilleru The Heavy. V prosinci 2007 Adam F pomáhal v britském filmu Kukučka.